# Philenora tripuncta
Philenora tripuncta är en fjärilsart som beskrevs av Sergius G. Kiriakoff 1958. Philenora tripuncta ingår i släktet Philenora och familjen björnspinnare. Inga underarter finns listade i Catalogue of Life.